# Atomare enheder
 Dette enhedssystem bruges inden for kvantekemi. For det tilsvarende system inden for højenergifysik, se Naturlige enheder.
Atomare enheder er et enhedssystem, hvor faktorer kan sættes lig med 1 og derved gøre ligninger simplere. Atomare enheder bruges hovedsageligt inden for atomfysik og kvantekemi.

## Motivation og definition
Schrödinger-ligningen for en elektron i et Coulomb-potential - et brintatom - er med SI-enheder givet ved:
{\displaystyle \left({\frac {-\hbar ^{2}}{2m_{\mathrm {e} }}}\nabla ^{2}-{\frac {e^{2}}{4\pi \varepsilon _{0}}}{\frac {1}{r}}\right)\left|\psi \right\rangle =E\left|\psi \right\rangle }
Det første led er den kinetiske energi, hvor {\displaystyle i} er den imaginære enhed, {\displaystyle \hbar } er Plancks konstant divideret med {\displaystyle 2\pi }, {\displaystyle m_{\mathrm {e} }} er elektronens masse, og {\displaystyle \nabla ^{2}} er Laplace-operatoren. Det andet led er potentialet fra atomkernen, hvor {\displaystyle e} er en elementarladning, {\displaystyle \varepsilon _{0}} er vakuumpermittiviteten, og {\displaystyle r} er afstanden til atomkernen. På højre side er {\displaystyle E} elektronens energi. Elektronen er på begge sider repræsenteret af bølgefunktionen {\displaystyle \left|\psi \right\rangle }.
Denne ligning er fuld af faktorer, som kan sætte lig med 1. Dette kan vises ved først at omskrive afstandene til at være givet ved antal {\displaystyle \lambda }, hvor {\displaystyle \lambda } er ukendt:
{\displaystyle {\begin{aligned}x&\rightarrow \lambda x\\y&\rightarrow \lambda y\\z&\rightarrow \lambda z\\r&\rightarrow \lambda r\end{aligned}}}
Når dette indsættes, er den første faktor nu divideret med {\displaystyle \lambda ^{2}} pga. Laplace-operatoren, mens den anden faktor er divideret med {\displaystyle \lambda }:
{\displaystyle \left({\frac {-\hbar ^{2}}{2m_{\mathrm {e} }\lambda ^{2}}}\nabla ^{2}-{\frac {e^{2}}{4\pi \varepsilon _{0}\lambda }}{\frac {1}{r}}\right)\left|\psi \right\rangle =E\left|\psi \right\rangle }
For at faktorerne kan sættes uden for parantesen, skal de være lig med hinanden. Derved kan {\displaystyle \lambda } bestemmes:
{\displaystyle {\begin{aligned}{\frac {\hbar ^{2}}{m_{\mathrm {e} }\lambda ^{2}}}&={\frac {e^{2}}{4\pi \varepsilon _{0}\lambda }}\\{\frac {\hbar ^{2}}{m_{\mathrm {e} }\lambda }}&={\frac {e^{2}}{4\pi \varepsilon _{0}}}\\\lambda &={\frac {4\pi \varepsilon _{0}}{e^{2}}}{\frac {\hbar ^{2}}{m_{\mathrm {e} }}}\end{aligned}}}
Dette er Bohr-radiussen
{\displaystyle \lambda =a_{0}}
og den atomare enhed for afstand kaldes derfor for Bohr, hvor:
{\displaystyle 1{\text{ Bohr}}=a_{0}=0,52918{\text{ Å}}}
Faktorerne kan nu flyttes uden for parantesen:
{\displaystyle {\frac {m_{\mathrm {e} }e^{4}}{(4\pi \varepsilon _{0})^{2}\hbar ^{2}}}\left(-{\frac {1}{2}}\nabla ^{2}-{\frac {1}{r}}\right)\left|\psi \right\rangle =E\left|\psi \right\rangle }
Denne faktor har enhed af energi, og energien {\displaystyle E} omdefineres derfor til at være antallet af denne størrelse:
{\displaystyle E\rightarrow {\frac {m_{\mathrm {e} }e^{4}}{(4\pi \varepsilon _{0})^{2}\hbar ^{2}}}E}
Den atomare enhed for energi kaldes for Hartree, hvor
{\displaystyle 1{\text{ Hartree}}={\frac {m_{\mathrm {e} }e^{4}}{(4\pi \varepsilon _{0})^{2}\hbar ^{2}}}=27,211{\text{ eV}}}
Schrödinger-ligningen med atomare enheder skrives altså
{\displaystyle \left(-{\frac {1}{2}}\nabla ^{2}-{\frac {1}{r}}\right)\left|\psi \right\rangle =E\left|\psi \right\rangle }
hvilket er meget simplere end før.
Som eksempel har elektronens grundtilstand jf. Bohrs atommodel nu energien {\displaystyle -{\tfrac {1}{2}}} Hartree eller blot {\displaystyle -{\tfrac {1}{2}}}.